# Нерозкладна матриця
Нерозкладна матриця — невід'ємна матриця яку перестановкою рядків і стовпців не можна привести до блочного трикутного вигляду.
Нерозкладні матриці є деяким узагальненням додатних матриць, для яких зберігаються властивості теореми Перрона — Фробеніуса.

## Означення
Квадратна матриця A розмірності n з невід'ємними елементами називається розкладною якщо вона задовольняє такі еквівалентні умови:
- Існує така підмножина {\displaystyle S\subset \{1,2,\ldots ,n\},} що виконуються рівності: {\displaystyle a_{ij}=0\quad \forall i\in S,j\notin S}
- Деякою перестановкою рядків і стовпців матрицю можна привести до вигляду:

{\displaystyle PAP^{-1}={\begin{bmatrix}B&0\\C&D\end{bmatrix}}}
де B і D — деякі квадратні матриці, 0 — нуль-матриця, P — матриця перестановки.
Якщо такої множини індексів S не існує (і матрицю не можна привести до вказаного виду), то матриця називається нерозкладною.
Іншими еквівалентними означеннями нерозкладних матриць є:
- {\displaystyle (I+A)^{n-1}>0}

де I — одинична матриця.
- Для будь-яких цілих чисел (i, j) таких що {\displaystyle 1\leqslant i,j\leqslant n} існує число {\displaystyle 1\leqslant k\leqslant n,} що виконується: {\displaystyle (A^{k})_{ij}>0}
- Нехай введено орієнтований граф вершини якого відповідають рядкам і стовпцям матриці і від вершини i до вершини j дуга йде тоді і тільки тоді, коли {\displaystyle a_{ij}>0.} Тоді матриця A є нерозкладною тоді і тільки тоді, коли відповідний граф є сильно зв'язаним.